# Lorraine Hunt Lieberson
Lorraine Hunt-Lieberson (San Francisco, California, 1 de marzo de 1954-Santa Fe, Nuevo México, 3 de julio de 2006) fue una mezzosoprano estadounidense.

## Biografía
Lorraine Hunt nació en una familia musical, su padre -Randolph Hunt- profesor de música, su madre -Marcia Hunt- era contralto y maestra. Comenzó su carrera como violista siendo viola principal de la Orquesta Sinfónica de San José. A los 26 años continuó sus estudios de voz iniciados a los 12, en el Conservatorio de Boston debutando profesionalmente en 1984. En 1985 cantó en la controvertida producción de Peter Sellars de Giulio Cesare de Händel como Sesto.
Durante la década del 70 y 80 se convirtió en la soprano ideal de los directores de orquesta historicistas (o de práctica informada) destacándose su colaboración con Nicholas McGegan, William Christie y René Jacobs cantando Medée de Charpentier; Fedra de Rameau, Theodora, Irene, Susanna, Ariodante y Serse de Händel; Sesto y Donna Elvira de Mozart y Minerva de El retorno de Ulises de Monteverdi.
Como mezzosoprano cantó Charlotte de Werther, Carmen de Bizet y cantatas de Bach y autores contemporáneos como El niño de John Adams.
Notable recitalista en obras modernas y de Berlioz, Mahler, Britten y Sahaariho.
Su voz se caracterizó por un color y lustre particularísimo, de gran caudal y flexibilidad a lo que unió soberbia musicalidad y fraseo.
En la temporada 1999-2000 cantó en el Metropolitan Opera en la premier de la ópera El gran Gatsby de John Harbison y en la New York City Ópera como Sesto en La clemenza di Tito de Mozart. En la temporada 2001-2002 fue Dido en la producción de Les Troyens de Berlioz, desafortunadamente no llegó a cantar la prevista producción de Orfeo y Euridice de Gluck, que fue dedicada a su memoria.
En 1999 se casó con el compositor Peter Lieberson -hijo de la actriz y bailarina Vera Zorina y Goddard Lieberson, director de la CBS Columbia- cambiando su nombre a Lorraine Hunt-Lieberson. De su colaboración nacieron las Rilke Songs y las Neruda Songs. Ambos practicaban el budismo.
Su última aparición fue como solista en la Segunda Sinfonía (Resurrección) de Mahler el 18 de marzo de 2006 con la Orquesta de Chicago dirigida por Michael Tilson Thomas.
En 2007 le fue otorgado el Premio Grammy póstumo.
Murió en su residencia de Santa Fe (Nuevo México), luego de una larga batalla contra cáncer de seno a la edad de 52 años, en plenitud artística.

## Discografía principal
- Adams, El niño (DVD), Nagano
- Bach, Cantatas, Bicket
- Berlioz, Les Nuits d'Été, McGegan
- Charpentier, Medée, Christie
- Handel, Arias, Bicket
- Handel, Arias, McGegan
- Handel, Ariodante, McGegan
- Handel, Messiah, McGegan
- Handel, Susanna, McGegan
- Handel, Theodora, McGegan
- Handel, Theodora, Christie (DVD)
- Lieberson, Neruda Songs
- Lieberson, Rilke Songs
- Mahler, Segunda Sinfonía, Tilson Thomas
- Mahler, Brahms, Lieberson Lieder, Vignoles
- Mozart, Idomeneo, Mackerras
- Mozart, Don Giovanni, Smith (DVD)
- Purcell, Dido & Eneas, McGegan
- Purcell, The fairy Queen, Norrington
- Rameau, Hyppolyte et Aricie, Christie